# یونیون کورنر (ویرجینیای غربی)
یونیون کورنر (به انگلیسی: Union Corner) یک منطقهٔ مسکونی در ایالات متحده آمریکا است که در شهرستان برکلی، ویرجینیای غربی واقع شده‌است. یونیون کورنر ۲۲۷٫۰۸ متر بالاتر از سطح دریا واقع شده‌است.